# Bock (Ailinglaplap)
Bock (auch: Bokku-tō, Buk) ist eine kleine Insel des Ailinglaplap-Atolls in der Ralik-Kette im ozeanischen Staat der Marshallinseln (RMI).

## Geographie
Das Motu liegt im Nordsaum des Riffs zwischen Ramarin und Ngak. Das Motu ist grob tropfenförmig mit einer lang ausgezogenen Südspitze. Es ist ca. 600 m lang und an der breitesten Stelle etwa 200 m breit.

## Klima
Das Klima ist tropisch heiß, wird jedoch von ständig wehenden Winden gemäßigt. Ebenso wie die anderen Orte der Ailinglaplap-Gruppe wird Bock gelegentlich von Zyklonen heimgesucht.